# Ukrajinská ženská házenkářská reprezentace
Ukrajinská házenkářská reprezentace žen reprezentuje Ukrajinu na mezinárodních házenkářských akcích, jako je mistrovství světa nebo mistrovství Evropy.

## Mistrovství světa
| Rok     | Místo turnaje           | Účast                           |
| ------- | ----------------------- | ------------------------------- |
| MS 1995 | Rakousko, Maďarsko      | 9. místo                        |
| MS 1997 | Německo                 | Ne                              |
| MS 1999 | Norsko, Dánsko          | 13. místo                       |
| MS 2001 | Itálie                  | 18. místo                       |
| MS 2003 | Chorvatsko              | 4. místo                        |
| MS 2005 | Rusko                   | 10. místo                       |
| MS 2007 | Francie                 | 13. místo                       |
| MS 2009 | Čína                    | 17. místo                       |
| MS 2011 | Brazílie                | Ne                              |
| MS 2013 | Srbsko                  | Ne                              |
| MS 2015 | Dánsko                  | Ne                              |
| MS 2017 | Německo                 | Ne                              |
| MS 2019 | Japonsko                | Ne                              |
| MS 2021 | Španělsko               | Ne                              |
| MS 2023 | Dánsko, Norsko, Švédsko | 23. místo                       |
| Celkem  |                         | Účast – 8× · – 0× · – 0× · – 0× |

## Mistrovství Evropy
| Rok/pořádající země                              | Účast                            |
| ------------------------------------------------ | -------------------------------- |
| ME 1994 Německo                                  | 11. místo                        |
| ME 1996 Dánsko                                   | 9. místo                         |
| ME 1998 Nizozemsko                               | 7. místo                         |
| ME 2000 Rumunsko                                 | Stříbrná medaile                 |
| ME 2002 Dánsko                                   | 12. místo                        |
| ME 2004 Maďarsko                                 | 6. místo                         |
| ME 2006 Švédsko                                  | 13. místo                        |
| ME 2008 Makedonie                                | 10. místo                        |
| ME 2010 Dánsko, Norsko                           | 12. místo                        |
| ME 2012 Srbsko                                   | 14. místo                        |
| ME 2014 Chorvatsko, Maďarsko                     | 16. místo                        |
| ME 2016 Švédsko                                  | Ne                               |
| ME 2018 Francie                                  | Ne                               |
| ME 2020 Dánsko                                   | Ne                               |
| ME 2022 Černá Hora, Severní Makedonie, Slovinsko |                                  |
| Celkem                                           | Účast – 11× · – 0× · – 1× · – 0× |

## Olympijské hry
| Rok/pořádající země     | Účast                           |
| ----------------------- | ------------------------------- |
| LOH 1996 Atlanta        | Ne                              |
| LOH 2000 Sydney         | Ne                              |
| LOH 2004 Athény         | Bronzová medaile                |
| LOH 2008 Peking         | Ne                              |
| LOH 2012 Londýn         | Ne                              |
| LOH 2016 Rio de Janeiro | Ne                              |
| LOH 2020 Tokio          | Ne                              |
| Celkem                  | Účast – 1× · – 0× · – 0× · – 1× |